# Melieria limpidipennis
Melieria limpidipennis är en tvåvingeart som beskrevs av Becker 1907. Melieria limpidipennis ingår i släktet Melieria och familjen fläckflugor. Inga underarter finns listade i Catalogue of Life.